# Cantillana
Cantillana is een gemeente in de Spaanse provincie Sevilla in de regio Andalusië met een oppervlakte van 108 km². In 2007 telde Cantillana 9927 inwoners.

## Demografische ontwikkeling
Bron: INE; 1857-2011: volkstellingen